# Jeremiah Robinson-Earl
Jeremiah Christian Robinson-Earl (Kansas City, 3 novembre 2000) è un cestista statunitense.

## Carriera
È stato selezionato dai New York Knicks al secondo giro del Draft NBA 2021 (32ª scelta assoluta).

## Statistiche

### NCAA
| Anno      | Squadra            | PG | PT | MP   | TC%  | 3P%  | TL%  | RP  | AP  | PRP | SP  | PP   |
| --------- | ------------------ | -- | -- | ---- | ---- | ---- | ---- | --- | --- | --- | --- | ---- |
| 2019-2020 | Villanova Wildcats | 31 | 31 | 32,7 | 45,4 | 32,8 | 81,4 | 9,4 | 1,9 | 1,1 | 0,5 | 10,5 |
| 2020-2021 | Villanova Wildcats | 25 | 25 | 34,5 | 49,7 | 28,0 | 71,4 | 8,5 | 2,2 | 1,0 | 0,6 | 15,7 |
| Carriera  | Carriera           | 56 | 56 | 33,5 | 47,8 | 30,1 | 76,8 | 9,0 | 2,1 | 1,1 | 0,6 | 12,8 |

#### Massimi in carriera
- Massimo di punti: 28 vs Arizona (26 novembre 2020)[1]
- Massimo di rimbalzi: 17 vs St. John's (3 febbraio 2021)
- Massimo di assist: 6 (3 volte)
- Massimo di palle rubate: 4 vs Ohio (16 novembre 2019)
- Massimo di stoppate: 3 (2 volte)
- Massimo di minuti: 41 vs Virginia Tech (28 novembre 2020)

### NBA

#### Regular Season
| Anno      | Squadra          | PG  | PT | MP   | TC%  | 3P%  | TL%  | RP  | AP  | PRP | SP  | PP  |
| --------- | ---------------- | --- | -- | ---- | ---- | ---- | ---- | --- | --- | --- | --- | --- |
| 2021-2022 | Oklahoma Thunder | 49  | 36 | 22,2 | 41,4 | 35,2 | 74,1 | 5,6 | 1,0 | 0,6 | 0,3 | 7,5 |
| 2022-2023 | Oklahoma Thunder | 43  | 20 | 18,9 | 44,4 | 33,3 | 83,3 | 4,2 | 1,0 | 0,6 | 0,3 | 6,8 |
| 2023-2024 | N.O. Pelicans    | 39  | 1  | 8,6  | 47,4 | 33,3 | 75,0 | 1,9 | 0,5 | 0,3 | 0,1 | 2,9 |
| 2024-2025 | N.O. Pelicans    | 66  | 9  | 18,8 | 45,5 | 34,1 | 83,6 | 4,8 | 1,3 | 0,6 | 0,1 | 6,3 |
| Carriera  | Carriera         | 197 | 66 | 17,6 | 44,1 | 34,2 | 79,6 | 4,3 | 1,0 | 0,5 | 0,2 | 6,0 |

#### Playoffs
| Anno     | Squadra       | PG | PT | MP  | TC%  | 3P% | TL% | RP  | AP  | PRP | SP  | PP  |
| -------- | ------------- | -- | -- | --- | ---- | --- | --- | --- | --- | --- | --- | --- |
| 2024     | N.O. Pelicans | 1  | 0  | 5,0 | 50,0 | -   | 0,0 | 1,0 | 1,0 | 0,0 | 0,0 | 2,0 |
| Carriera | Carriera      | 1  | 0  | 5,0 | 50,0 | -   | 0,0 | 1,0 | 1,0 | 0,0 | 0,0 | 2,0 |

#### Massimi in carriera
- Massimo di punti: 18 vs Utah Jazz (6 aprile 2022)[2]
- Massimo di rimbalzi: 14 vs Sacramento Kings (12 novembre 2021)
- Massimo di assist: 4 (3 volte)
- Massimo di palle rubate: 3 (4 volte)
- Massimo di stoppate: 3 vs Memphis Grizzlies (18 novembre 2022)
- Massimo di minuti: 40 vs Memphis Grizzlies (9 aprile 2023)

### G League
| Anno      | Squadra       | PG | PT | MP   | TC%  | 3P%  | TL%  | RP  | AP  | PRP | SP  | PP   |
| --------- | ------------- | -- | -- | ---- | ---- | ---- | ---- | --- | --- | --- | --- | ---- |
| 2021-2022 | Oklahoma Blue | 1  | 1  | 31,6 | 60,0 | 50,0 | 66,7 | 9,0 | 1,0 | 0,0 | 1,0 | 25,0 |
| 2022-2023 | Oklahoma Blue | 4  | 4  | 30,9 | 66,7 | 50,0 | 66,7 | 7,5 | 2,0 | 0,8 | 0,8 | 18,3 |
| Carriera  | Carriera      | 5  | 5  | 31,2 | 65,0 | 50,0 | 66,7 | 7,8 | 1,8 | 0,6 | 0,8 | 19,6 |

## Palmarès
- McDonald's All-American (2019)